# Junggigo
Go Jung-gi (hangul: 고정기), mer känd under artistnamnet Junggigo (hangul: 정기고), född 5 september 1980 i Seoul, är en sydkoreansk sångare.

## Diskografi

### Album
| Albuminformation                                          | Topplacering          |
| Albuminformation                                          | Sydkorea (Gaon Chart) |
| --------------------------------------------------------- | --------------------- |
| Byebyebye (EP-skiva) - Släppt: 22 december 2008           | —                     |
| Pathfinder (EP-skiva) - Släppt: 3 augusti 2012            | 20                    |
| Across the Universe (Studioalbum) - Släppt: 20 april 2017 | 36                    |